# Luigi Candiani (architetto)
Luigi Candiani (Mareno di Piave, 25 maggio 1888 – Treviso, 7 maggio 1993) è stato un architetto italiano.

## Biografia
Trasferitosi giovanissimo a Vazzola con la famiglia, studiò architettura presso l'Accademia di Bologna, laureandosi nel 1919. Iniziò poco dopo a progettare diversi edifici sacri dislocati lungo il Piave, andati distrutti durante la Grande Guerra. Nel 1931 si trasferì a Treviso, dove aprì uno studio. Qui lavorò alla ricostruzione della città dopo il bombardamento del 1944 e all'espansione urbanistica dei quartieri fuori le mura.
Di gusto eclettico, fu un autore estremamente produttivo: per citare le sole chiese, realizzò oltre un centinaio di edifici. Ancor più numerosi furono i progetti rimasti sulla carta. Tra le sue opere più significative realizzate a Treviso e provincia si segnalano, degli anni Venti, la sede della Banca della Seta, palazzi neogotici-romanici di Piazza San Vito, Palazzo Bogoncelli per il quale ha redatto due diversi progetti, la facciata della chiesa di San Leonardo e la fontana della stessa piazza, la chiesetta degli Oblati fuori le mura, il foro boario (1928) e il demolito mercato ortofrutticolo, le chiese di San Michele di Piave, Tezze e Mareno di Piave. Degli anni Trenta sono le chiese di Vedelago, San Martino di Lupari (Padova), Piombino Dese e Poggiana. Sono ascritte alla maturità artistica le chiese di Biadene (1934), Castello di Godego, Vetrego, Borghetto, Vallonto, Peseggia (1940), San Pietro in Gù (Vicenza), Marano Veneziano e il campanile della parrocchiale di Breda di Piave.
Il cinema Garibaldi a Treviso, realizzato nel secondo dopoguerra, rappresentava una delle sue poche opere realizzate in stile moderno.
Alla sua morte ha lasciato all'Ordine degli architetti di Treviso (del quale fu il primo iscritto) il suo copioso archivio.

## Galleria d'immagini

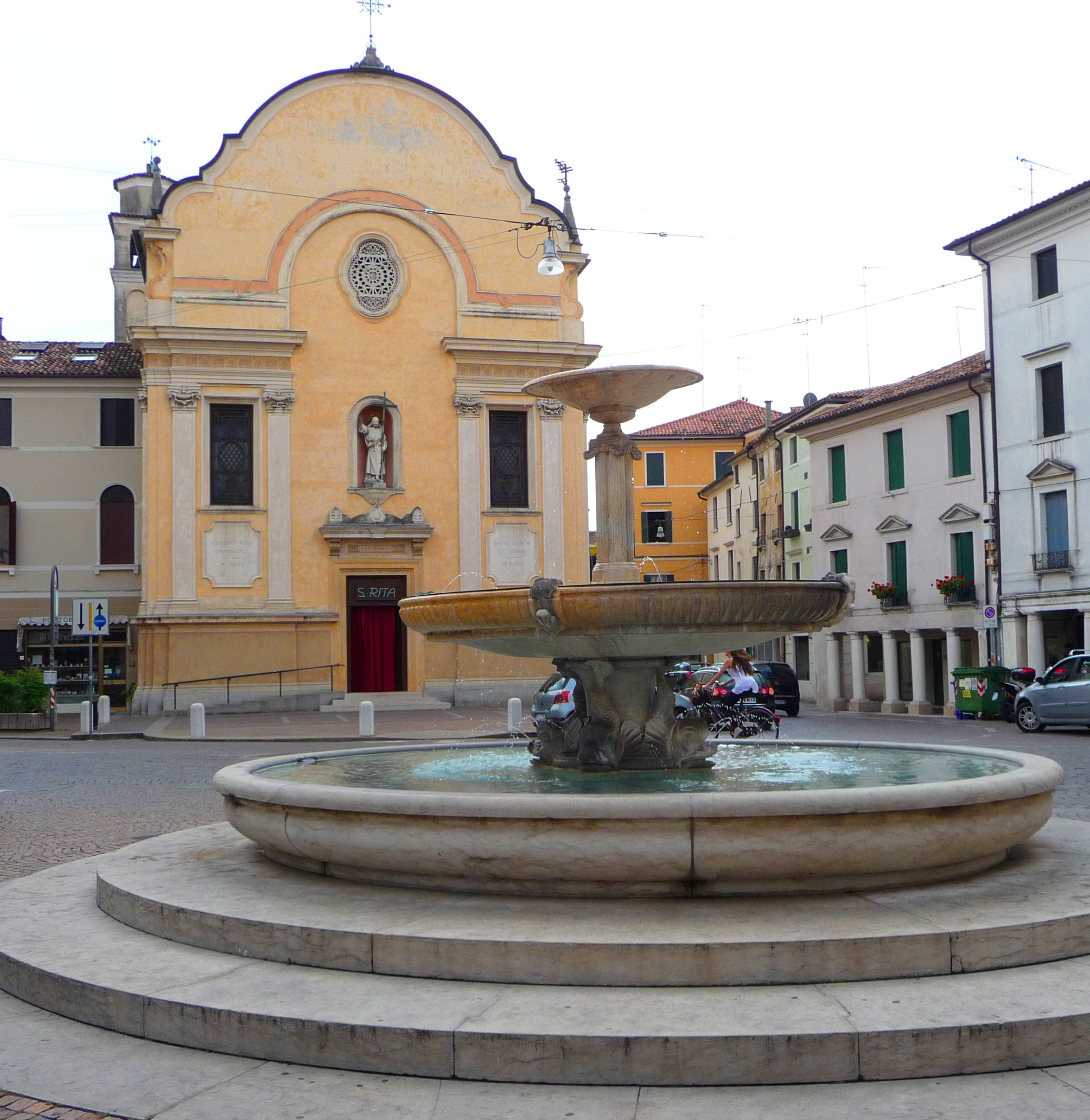
Facciata della chiesa di San Leonardo e fontana di piazza San Leonardo a Treviso.
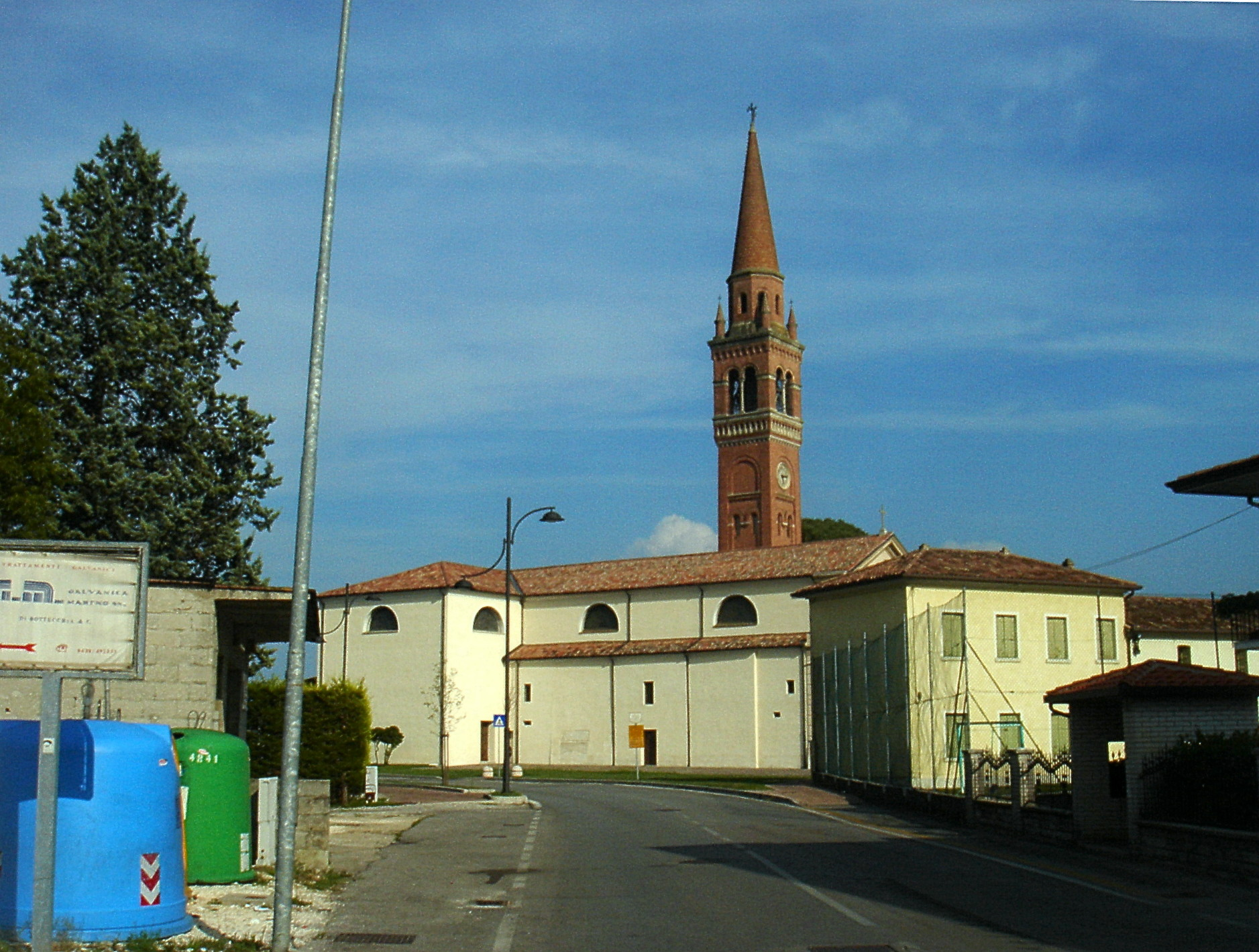
Campanile della parrocchiale di Mareno di Piave.
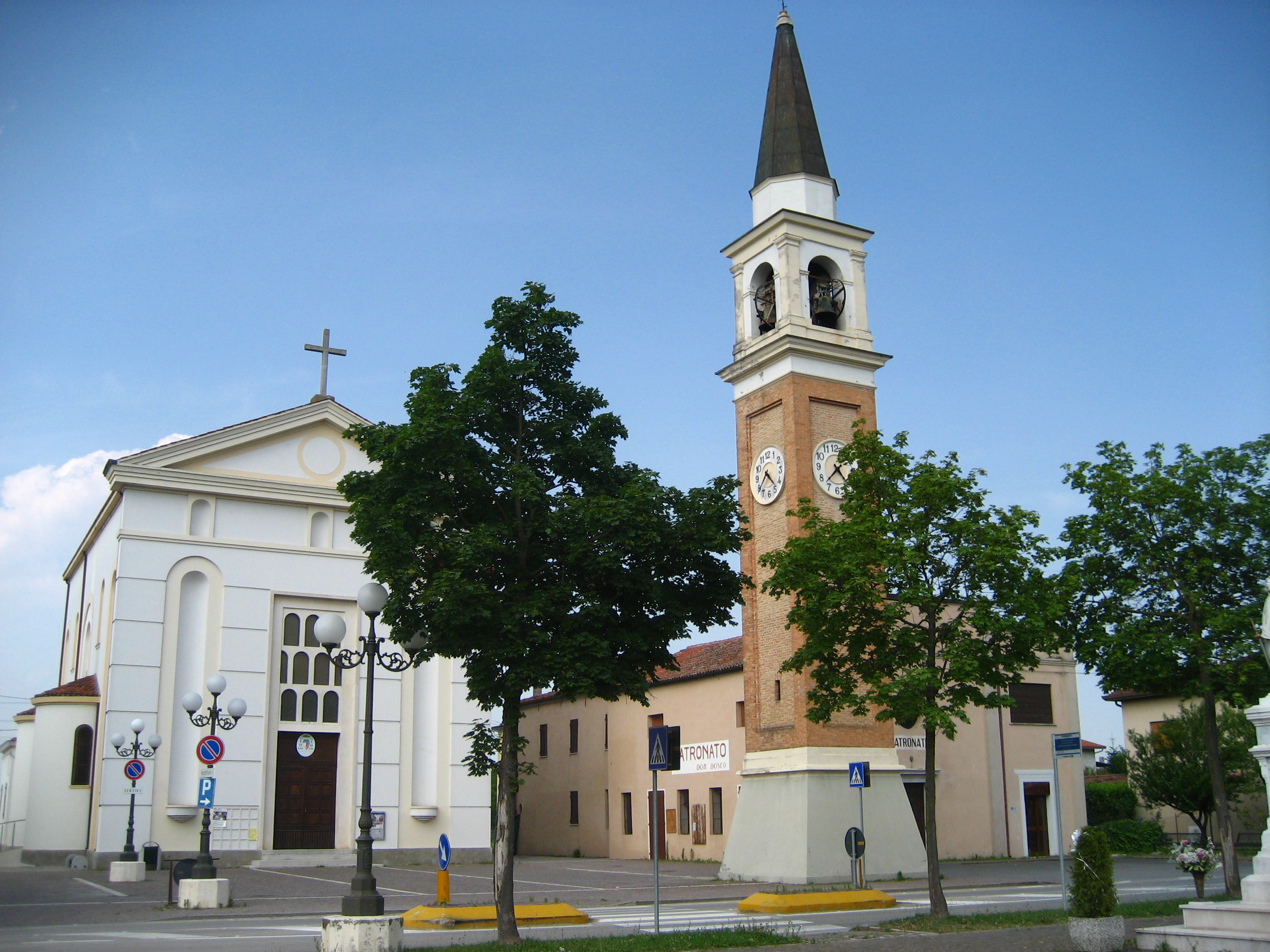
Parrocchiale di Vetrego.
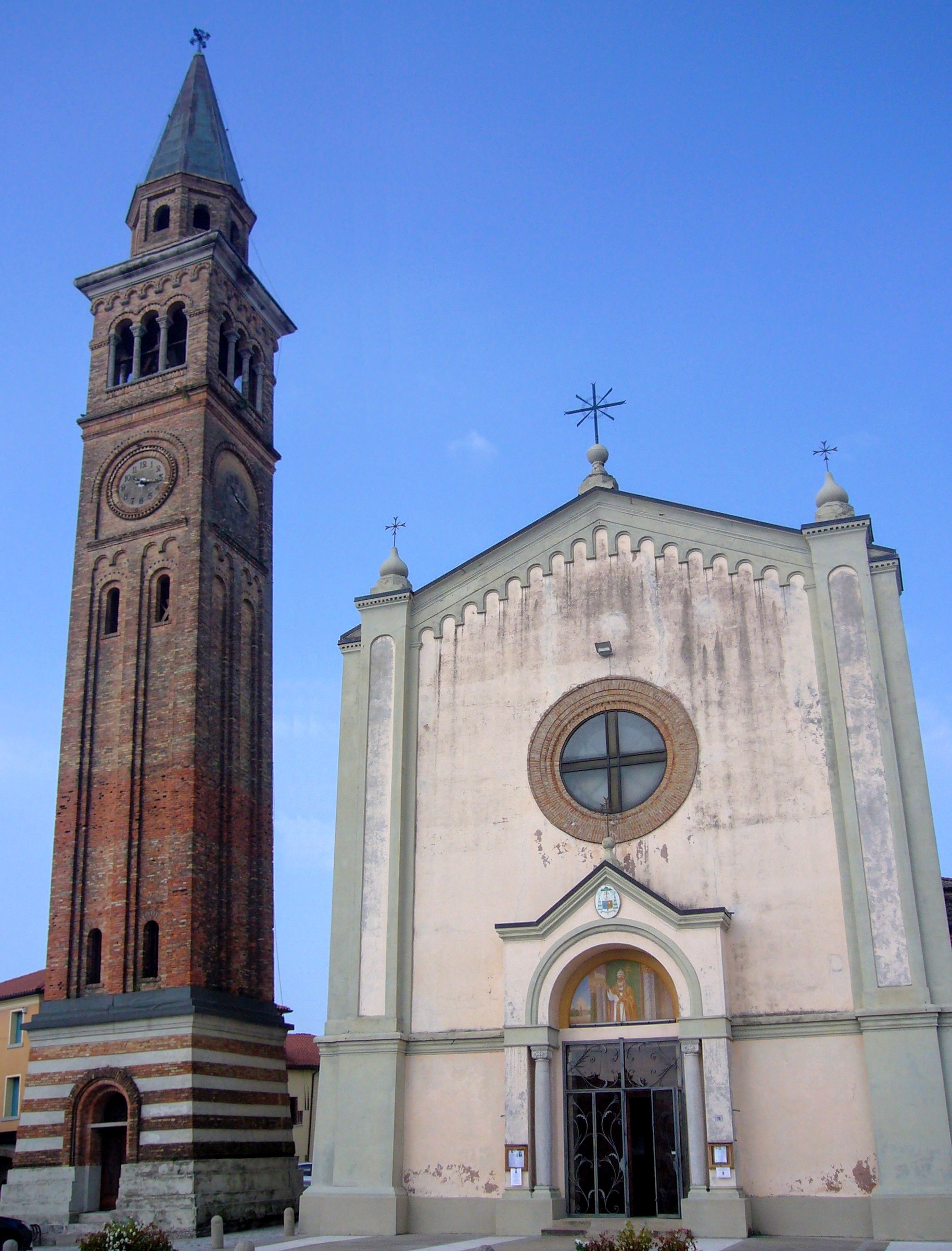
Chiesa di San Silvestro Papa a Cimadolmo
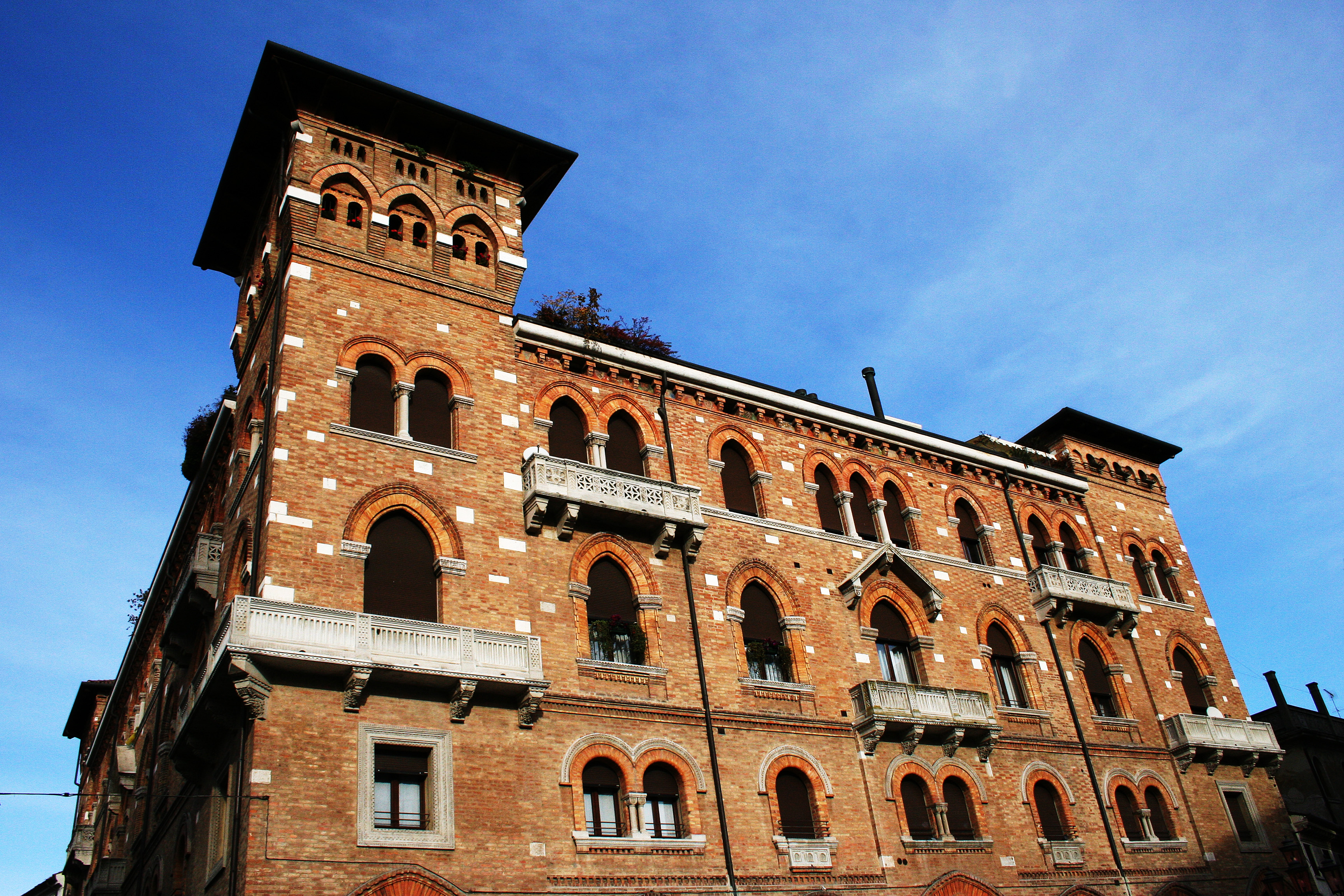
Palazzo neogotico (ex Palazzo del Littorio) in piazza San Vito, Treviso.
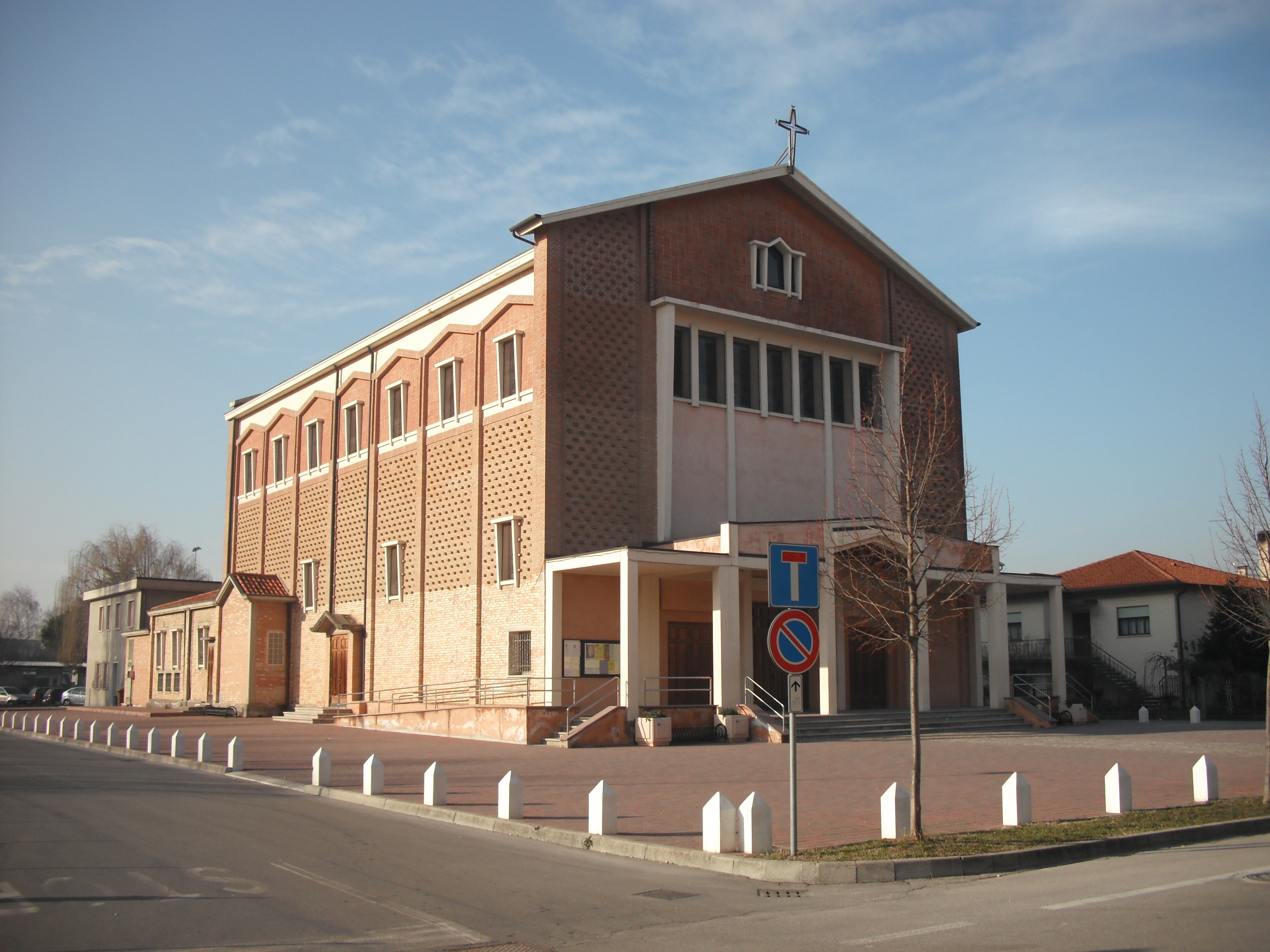
Parrocchiale del Sacro Cuore di Mogliano Veneto.
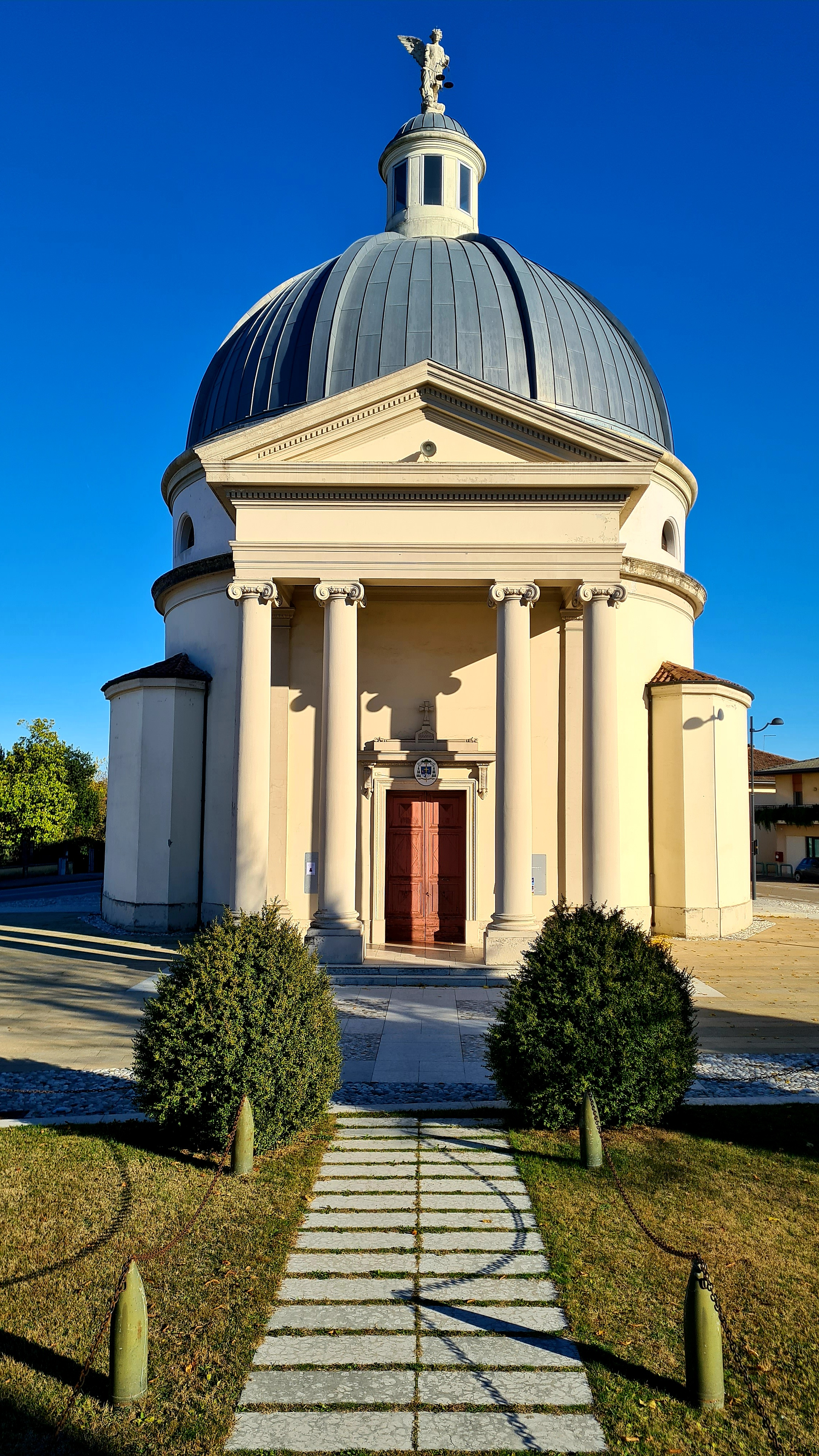
Chiesa di San Michele Arcangelo (San Michele di Piave)
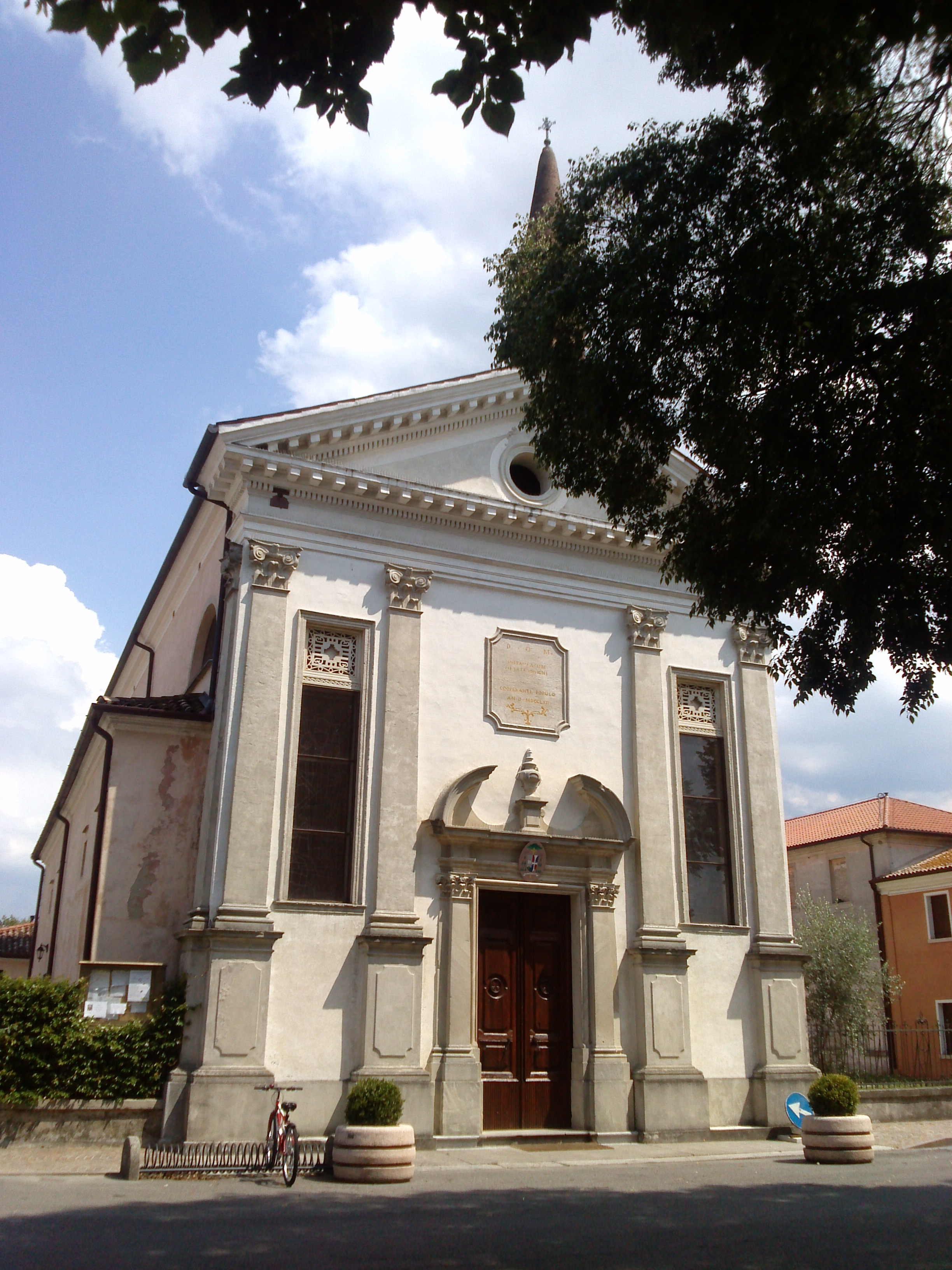
Chiesa di San Francesco d'Assisi (Tezze di Piave)
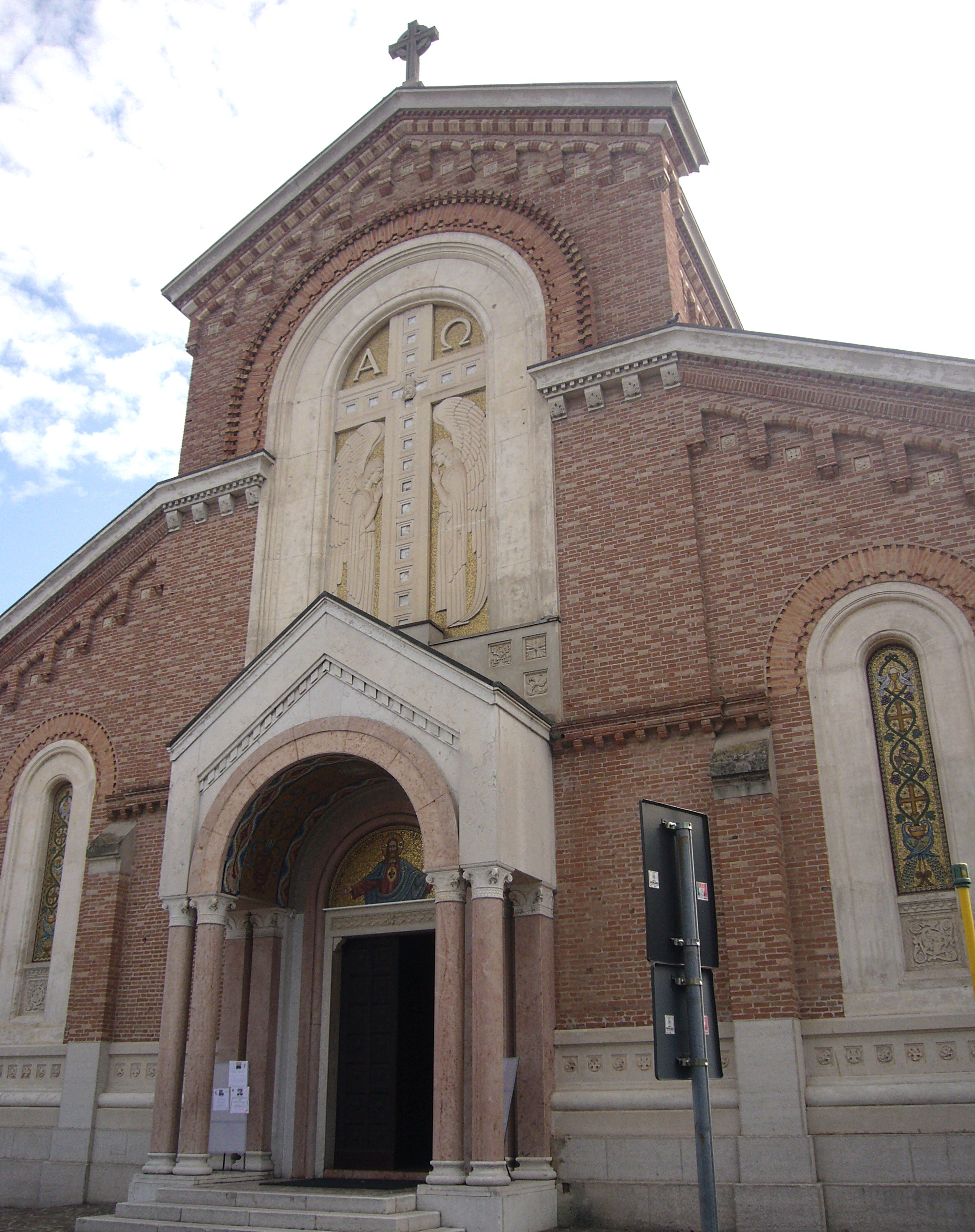
Chiesa di San Martino Vescovo (Vedelago)
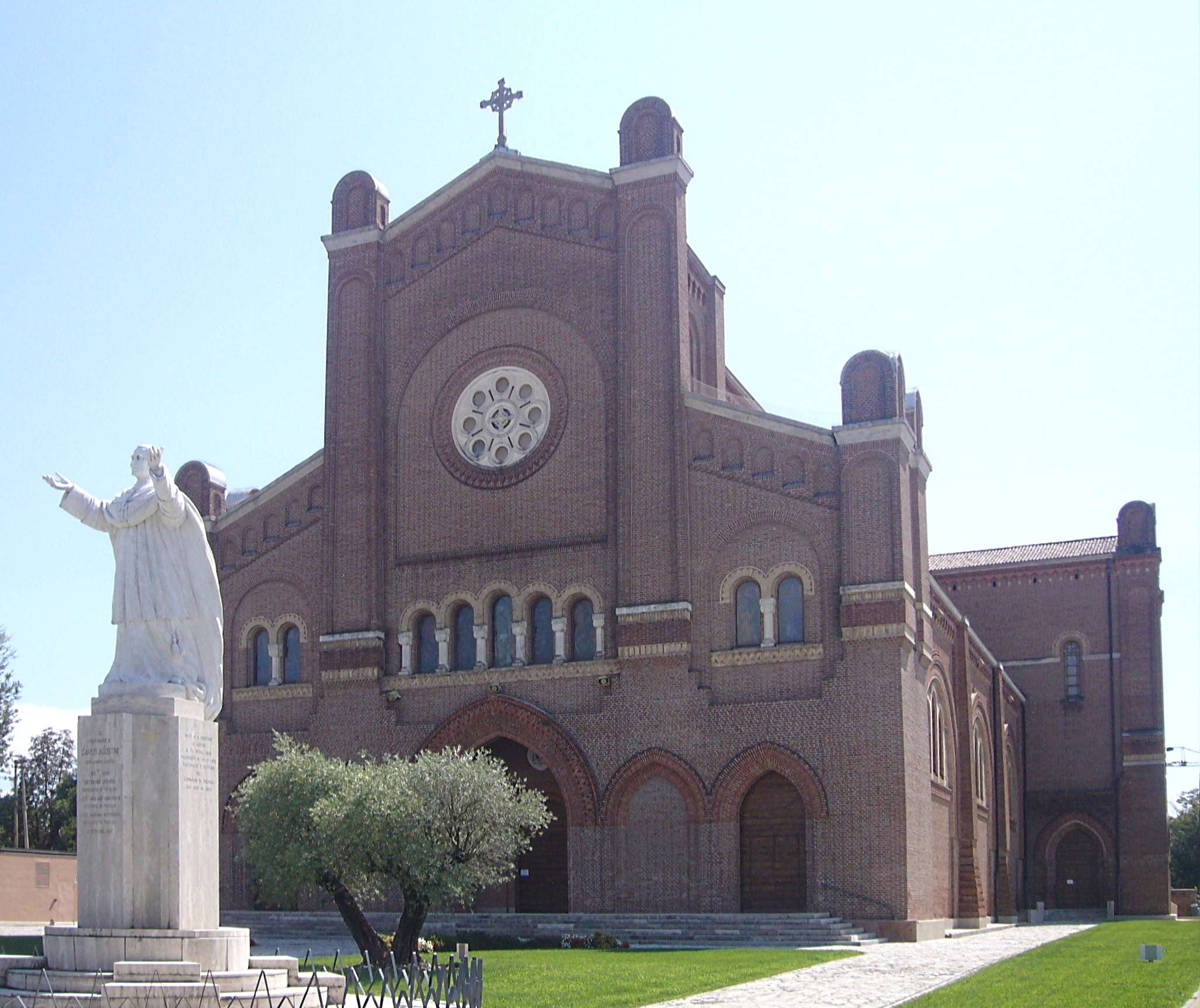
Chiesa di San Martino Vescovo (San Martino di Lupari)
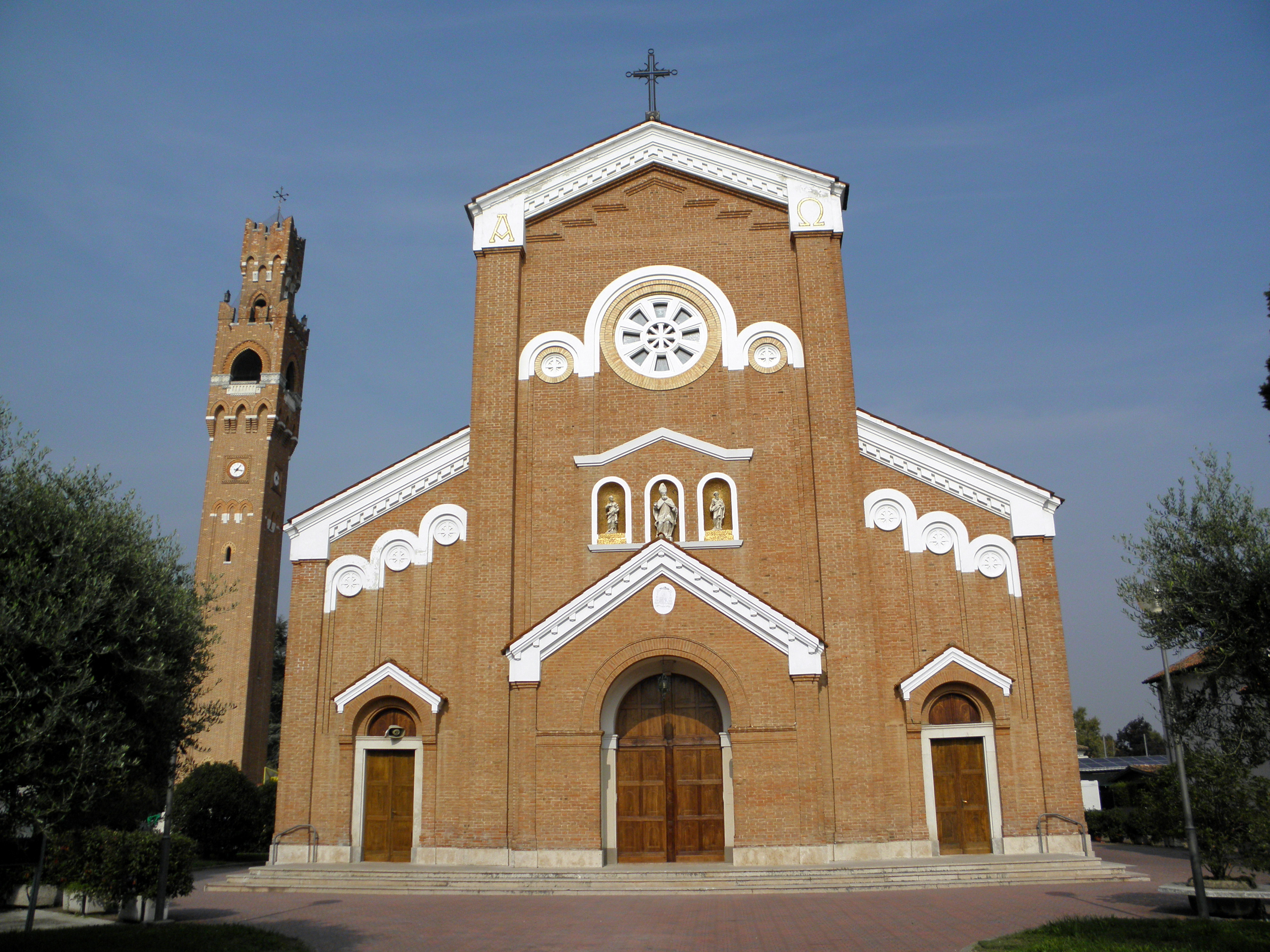
Chiesa di San Nicolò (Peseggia)
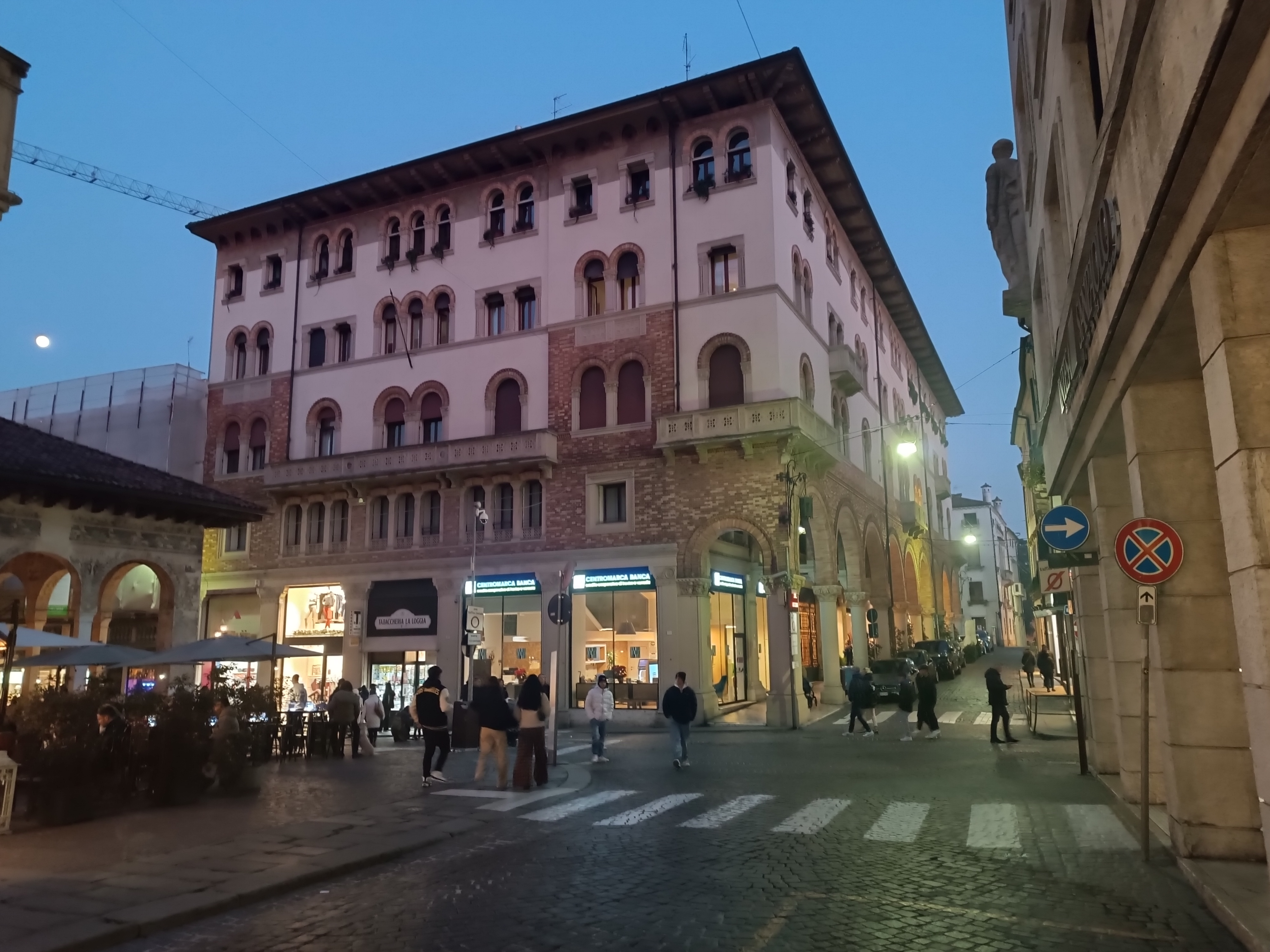
Palazzo Bogoncelli, Treviso (angolo via Martiri della Libertà - via Santa Margherita).